# Dunas de Cabo Polonio

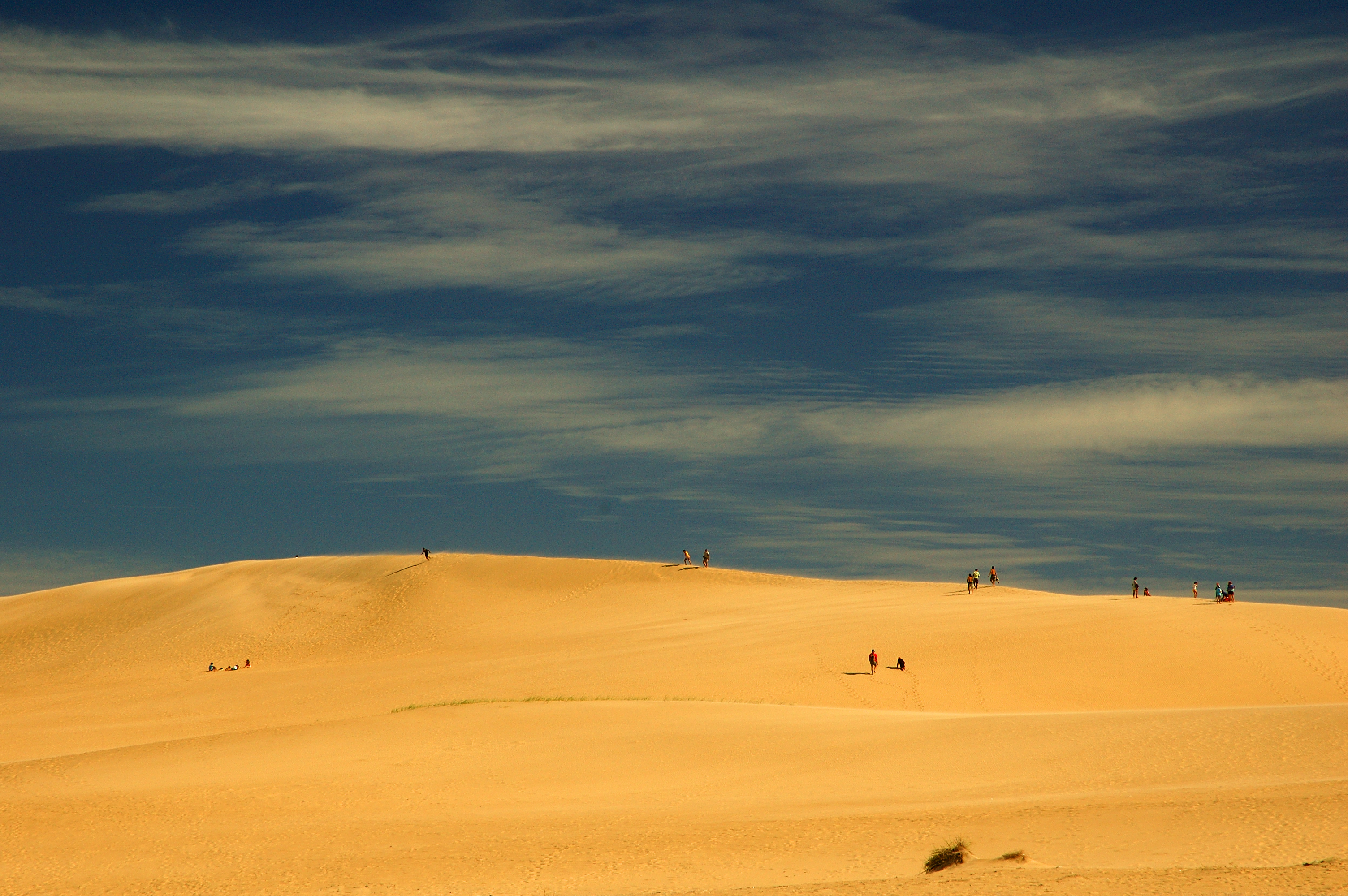
Dunas de arena situadas entre los balnearios Valizas y Cabo Polonio, Uruguay.

Las Dunas de Cabo Polonio se encuentran en el departamento de Rocha en la República Oriental del Uruguay dentro del Parque nacional Cabo Polonio. Es una franja de dunas naturales que rodean el Océano Atlántico.

## Historia
El 2 de junio de 1966 fueron declaradas monumento natural por Decreto Presidencial bajo el número 266/966 para evitar cualquier modificación en la zona que puedan hacerlas desaparecer.
En 2002, se creó un plan para la eliminación de una forestación con impactos negativos en el monumento natural de dunas y costa atlántica.
El 20 de julio de 2009 se promulgó área protegida, entrando en el Sistema Nacional de Áreas Protegidas. Conformada por aproximadamente 26.000 hectáreas, de las cuales 5.000 son terrestres.
Las dunas han variado en su cantidad y con el paso del tiempo son menos. Con ayuda del viento cambian de lugar y se trasladan 5 metros por año de sudoeste alcanzan los 30 metros de altura.[cita requerida]

## Problemas ambientales
En 2012 la intendencia de Rocha y el Ministerio de Vivienda y Ordenamiento Territorial de Uruguay realizaron un informe, donde calificada a las dunas de: "territorio frágil ambientalmente". Entre las causas se encontraba el sobreturismo, las construcciones irregulares, los desagües cloacales, el elevado tránsito vehicular no apto para la zona, y la no disponibilidad de agua potable de Obras Sanitarias del Estado. 